# Myrmarachne concava
Myrmarachne concava là một loài nhện trong họ Salticidae.
Loài này thuộc chi Myrmarachne. Myrmarachne concava được Zhu et al miêu tả năm 2005..